# Гуменцино-Андрихи
Гуменцино-Андрихи (пол. Humięcino-Andrychy) — село в Польщі, у гміні Ґрудуськ Цехановського повіту Мазовецького воєводства.
Населення — 153 особи (2011).
У 1975-1998 роках село належало до Цехановського воєводства.

## Демографія
Демографічна структура станом на 31 березня 2011 року:
|          | Загалом | Допрацездатний вік | Працездатний вік | Постпрацездатний вік |
| -------- | ------- | ------------------ | ---------------- | -------------------- |
| Чоловіки | 79      | 20                 | 52               | 7                    |
| Жінки    | 74      | 17                 | 49               | 8                    |
| Разом    | 153     | 37                 | 101              | 15                   |